# Позитив (співак)
Позити́в, інколи ПЗТ (справжнє ім'я Завгоро́дній Олексі́й Іва́нович; (19 травня 1989 , Київ ) — український музикант, вокаліст та автор музики гуртів «Время и Стекло» та «Moзgi», створених під керівництвом Олексія Потапенка.

## Життєпис
Народився 19 травня 1989 року в Києві у творчій родині. Батько був директором театру. Мати — балерина. Дід Олексія був керівником відомого українського хору імені Григорія Верьовки. З ранніх років займався хореографією. Пізніше почав навчатися музики, вокалу та акторській майстерності у Київській академії мистецтв. Грав у дитячих виставах.
Навчався у Київській академії мистецтв. З 11 років співпрацює з Потапом. Такий старт у шоубізнесі дозволив йому взяти участь у багатьох проєктах свого наставника і виступити в більш ніж 300 концертах Потапа в Росії, Німеччині, Казахстані, Канаді та США.
2004 року став учасником гурту «New'Z'Cool», з яким у 2006 році випустив дебютний альбом під назвою «Школа, Кости, Рэп».
2010-го перейшов до проєкту «Время и Стекло», у якому виступав в дуеті з Надією Дорофєєвою.
2014 року став учасником гурту «MoЗgi».
Восени 2017 року разом із Надією Дорофєєвою взяв участь у зйомках четвертого сезону вокального шоу «Голос. Діти».

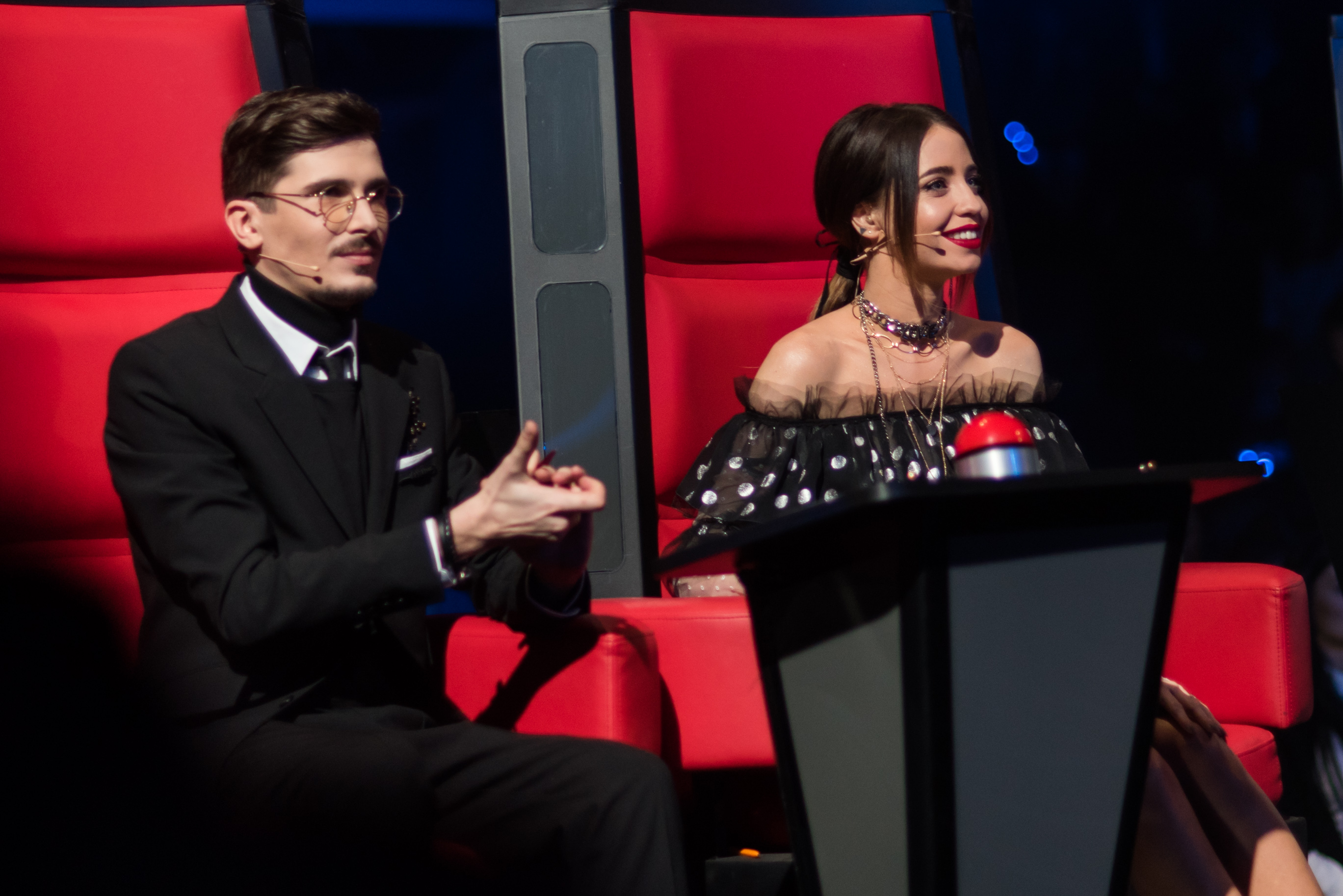
Олексій та Надія Дорофєєва на фінал шоу «Голос. Діти». (2017)

Восени 2020 року став учасником сьомого сезону шоу «Танці з зірками» у парі із Юлією Сахневич. Олексій і Юлія вибули у чвертьфіналі.
З лютого 2021 року разом з Мішель Андраде веде ювілейний випуск телепрограми Орел і Решка.

### Особисте життя
З 17 серпня 2013 року був одружений з Анною Андрійчук, з якою зустрічався з п'ятнадцятирічного віку. У 2021 році пара розлучилася.

У 2024 році співак одружився вдруге з танцівницею Юлією Сахневич. 27 грудня 2024 року в них народилася дочка Марія.

## Фільмографія
| Рік  |    | Українська назва                     | Оригінальна назва | Роль           |
| ---- | -- | ------------------------------------ | ----------------- | -------------- |
| 2018 | мф | Викрадена принцеса: Руслан і Людмила | —                 | Руслан         |
| 2019 | ф  | Скажене весілля 2                    | —                 | хорист Кіндрат |
| 2021 | ф  | Скажене весілля 3                    | —                 | хорист Кіндрат |

## Скандали
У серпні 2017 року на виступі в дитячому таборі в Анапі Завгородній назвав Росію «своєю країною».